# Retorsion (Strafrecht)
Retorsion im strafrechtlichen Sinn bezeichnete eine Wiedervergeltung zwischen leichten Körperverletzungen oder zwischen Beleidigung und leichter Körperverletzung bzw. umgekehrt bzw. zwischen beiderseitigen Beleidigungen. Die Retorsion ist damit ein Spezialfall des Talion. Gleichbedeutend sind „Gegenbeleidigung“ und (älter) „Gegenschelte“.

## Deutschland
In Deutschland gilt § 199 StGB (Wechselseitig begangene Beleidigungen): „Wenn eine Beleidigung auf der Stelle erwidert wird, so kann der Richter beide Beleidiger oder einen derselben für straffrei erklären.“
Bis 1998 galt daneben § 233 StGB a. F.: "Wenn Körperverletzungen nach § 223 mit solchen, Beleidigungen mit Körperverletzungen nach § 223 oder letztere mit ersteren auf der Stelle erwidert werden, so kann das Gericht für beide Angeschuldigte die Strafe nach seinem Ermessen mildern (§ 49 Absatz 2) oder von Strafe absehen. Satz 1 gilt entsprechend bei fahrlässigen Körperverletzungen nach § 230 (heute in § 229 geregelt), soweit nicht eine der in § 224 (damalige Vorschrift der schweren Körperverletzung) bezeichneten Folgen verursacht ist." Diese Vorschrift wurde abgeschafft, weil sie zum Entstehen von Schlägereien beitrug.